# Cornelis Leenheer
Cornelis Coenraad Leenheer (Weesp, 5 juni 1906 - Zwolle, 20 januari 1979) was een Nederlands waterpolospeler.
Cornelis Leenheer nam eenmaal deel aan de Olympische Spelen, in 1928. Tijdens het toernooi speelde Leenheer alle twee de wedstrijden en maakte vier doelpunten. In de competitie kwam Leenheer uit voor Het Y. Zijn kleinzoon Otto Steffers nam later voor de Verenigde Staten ook deel aan de Olympische Spelen bij het hockey.
Koos Köhler · 
Sjaak Köhler · 
Cornelis Leenheer · 
Abraham van Olst · 
Jan Scholte · 
Han van Senus · 
Jean van Silfhout